# Епархия Уотерфорда и Лисмора
Епархия Уотерфорда и Лисмора (лат. Dioecesis Vaterfordiensis et Lismoriensis, ирл. Deoise Phort Láirge agus Leasa Móire) — диоцез Римско-католической церкви, в составе митрополии Кашела и Эмли в Ирландии. Основан в 1111 году.
В настоящее время (последние данные представлены в 2010 году) площадь диоцеза составляет 2 542 км² с населением в 152 136 человек, из которых 144 027 человек исповедуют католицизм и являются членами Римско-католической церкви. Клир епархии включает 14 священников (96 епархиальных и 58 монашествующих), 98 монахов и 317 монахинь.
С 2015 года епархией управляет епископ Альфонсус Куллинан. Также на территории епархии проживает епископ-эмерит Уильям Ли. Епархиальное управление находится в Бишопс-Хаус на улице Джонс-Хилл в городе Уотерфорд.

## Территория
В юрисдикцию епархии входит 45 приходов на территории графства Уотерфорд, большей части графства Южный Типперэри и малой части графства Корк в провинции Манстер, в Ирландии.
Кафедра епископа находится в церкви Святой Троицы в городе Уотерфорд, одном из старейших соборов в Ирландии. Храм был построен по проекту архитектора Джона Робертсона в 1793 году.

## История

### Ранний период
Первые христианские общины на территории епархии появились в начале V века. Их появление предание связывает с именем святого Деклана, уроженца Уотерфорда, который проповедовал Евангелие в этих землях до прибытия на остров святого Патрика. Существует мнение, что святой Деклан проповедовал после миссии просветителя Ирландии. Возможно, христианство на юго-востоке Ирландии в начале V века появилось вследствие тесных контактов местного населения с Уэльсом, где уже существовали христианские общины.
В 630 году святой Картаг Младший основал при аббатстве в Лисморе монастырскую школу. В VII—XI веках Лисмор развился в один из церковных центров на юге Ирландии. Несмотря на то, что здесь уже были епископы и аббаты-епископы, местная кафедра получила утверждение только в 1111 году на соборе в Рэтбрессиле. Первым епископом официально возглавившим диоцез стал Нил Макэдукан (ум. 1113). Кафедра в Уотерфорде впервые как отдельная епархия упоминается на соборе в Келлс в 1152 году. На том же соборе была упразднена кафедра в Ардморе, территорию которой включили в состав епархии Лисмора.
Диоцез Уотерфорда по территории был самой малой епархией в Ирландии. Он был основан поселенцами-викингами, стремившимися обособиться от местных кельтов. В 1096 году, по их просьбе, архиепископ Кентерберийский поставил для них епископа Малха (ум. 1110), бывшего монаха из аббатства в Винчестере. Кафедра епископов Уотерфорда находилась в соборе во имя Святой Троицы, построенным в начале XIII века, на месте более древней церкви, и простоявшим до второй половины XVIII века.
Между епископами Уотерфорда и Лисмора нередко возникали конфликты. 16 июня 1363 года обе епархии были объединены, однако в каждой сохранились соборы и капитулы. Епископы получили титул епископов Лисмора и Уотерфорда. Кафедра в Лисморе была поставлена перед кафедрой Уотерфорда, так, как имела более раннее происхождение. Такое наименование епархии сохранялось вплоть до начала Реформации.

## Источник
- Annuario Pontificio, Libreria Editrice Vaticana, Città del Vaticano, 2003, ISBN 88-209-7422-3
- Lismore and Waterford, Catholic Encyclopedia. New York: Robert Appleton Company. 1913.